# Igor Anatoljewitsch Kirillow

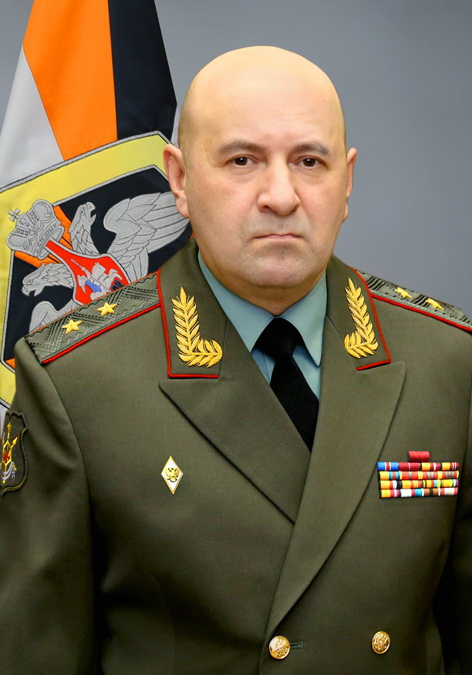
Igor Kirillow (2019)

Igor Anatoljewitsch Kirillow (russisch Игорь Анатольевич Кириллов; * 13. Juli 1970 in Kostroma, RSFSR; † 17. Dezember 2024 in Moskau) war ein russischer Generalleutnant der Streitkräfte Russlands. Er war der Kommandeur der russischen Truppen zur Abwehr radiologischer, chemischer und biologischer Gefahren. Als solcher wurde er auch für den umfangreichen Einsatz chemischer Kampfstoffe durch Russland im Rahmen des russischen Überfalls auf die Ukraine seit 2022 verantwortlich gemacht. Er stand ab 2023 auf Sanktionslisten der Ukraine, Großbritanniens und Kanadas. Er wurde durch ein Sprengstoff-Attentat getötet.

## Laufbahn
Kirillow trat 1987 in die Sowjetarmee ein. 1991 schloss er sein Studium an der Kostroma Höheren Militärkommando Schule für ABC-Schutz ab. Von 1991 bis 1994 war er als Zugführer in der Gruppe der Sowjetischen Streitkräfte in Deutschland eingesetzt. Zurück in Russland absolvierte er 2007 die Militärakademie für ABC-Schutz. In den folgenden Jahren stieg er im Militär immer weiter auf. Er hatte Dienststellen als Kompaniechef bis zum Kommandanten einer separaten Brigade für ABC-Schutz. Seit 2009 war er in verschiedenen Positionen im Büro des Chefs der russischen ABC-Truppen tätig. Im September 2014 wurde er im Rang eines Oberst Leiter der Kostroma Höheren Militärkommando Schule für ABC-Schutz. Im Jahr 2017 wurde er als Generalmajor Kommandant der ABC-Abwehrtruppen der russischen Streitkräfte. Er war in die Bekämpfung der COVID-19-Pandemie in Russland involviert. Am 26. August 2021 wurde ihm vom Verteidigungsminister der Russischen Föderation Sergej Schoigu der Orden Held der Arbeit der Russischen Föderation verliehen.

## Rolle im russischen Angriffskrieg gegen die Ukraine
Nach dem Beginn des Angriffskrieges gegen die Ukraine trat er wiederholt öffentlich in Erscheinung. So erhob er auf Pressekonferenzen Vorwürfe gegen die Ukraine und deren Verbündete. Er behauptete, die USA betrieben in der Ukraine geheime Biolabore; dort würde an Viren gefährlicher Krankheiten geforscht, um russische Soldaten zu infizieren.
Im Herbst 2024 verhängte das Vereinigte Königreich aufgrund von „Beteiligung am Einsatz von Chemiewaffen“ im russischen Angriffskrieg gegen die Ukraine Sanktionen gegen Kirillow. Unter Kirillows Kommando waren von Russland unter anderem Chlorpikrin und CS-Gas als chemische Kampfstoffe gegen die Ukraine eingesetzt worden, was im November 2024 durch die Organisation für das Verbot chemischer Waffen nach mehrmonatigen Untersuchungen bestätigt wurde. Zudem wurden die Sanktionen damit begründet, dass er „wichtiges Sprachrohr für die Desinformation des Kremls“ gewesen sei. Nach Angaben des The Kyiv Independent war Kirillow im Dezember „wegen des Einsatzes verbotener chemischer Waffen“ in Abwesenheit von ukrainischen Staatsanwälten angeklagt worden. Er wird für den Einsatz chemischer Waffen bei der Invasion in der Ukraine in mehr als 4.800 Fällen verantwortlich gemacht.

## Anschlag
Am frühen Morgen des 17. Dezembers 2024 wurde Kirillow mit seinem Adjutanten bei einem Anschlag vor seinem Wohnhaus in Moskau durch die Detonation eines im Griff eines E-Tretrollers versteckten Sprengkörpers getötet. Laut einer Mitteilung des ukrainischen Geheimdienstes auf Anfrage des Spiegels reklamierte der Sicherheitsdienst der Ukraine (SBU) den Anschlag für sich. Einen Tag nach dem Attentat nahmen russische Behörden eigenen Angaben zufolge einen usbekischen Staatsbürger fest, der angeblich gestand, im Auftrag des SBU gehandelt zu haben. Dafür sollen ihm angeblich 100.000 US-Dollar und ein unbefristeter Aufenthalt in einem europäischen Land zugesichert worden sein.

## Reaktionen
Die britische Tageszeitung The Times ordnete den Anschlag in Moskau an Kirillow als „legitimen Verteidigungsakt“ ein, was den stellvertretenden Leiter des Sicherheitsrates der Russischen Föderation Dmitri Anatoljewitsch Medwedew zur Reaktion provozierte, Drohungen gegen Times-Journalisten auszusprechen.